# Càrtel de Sinaloa

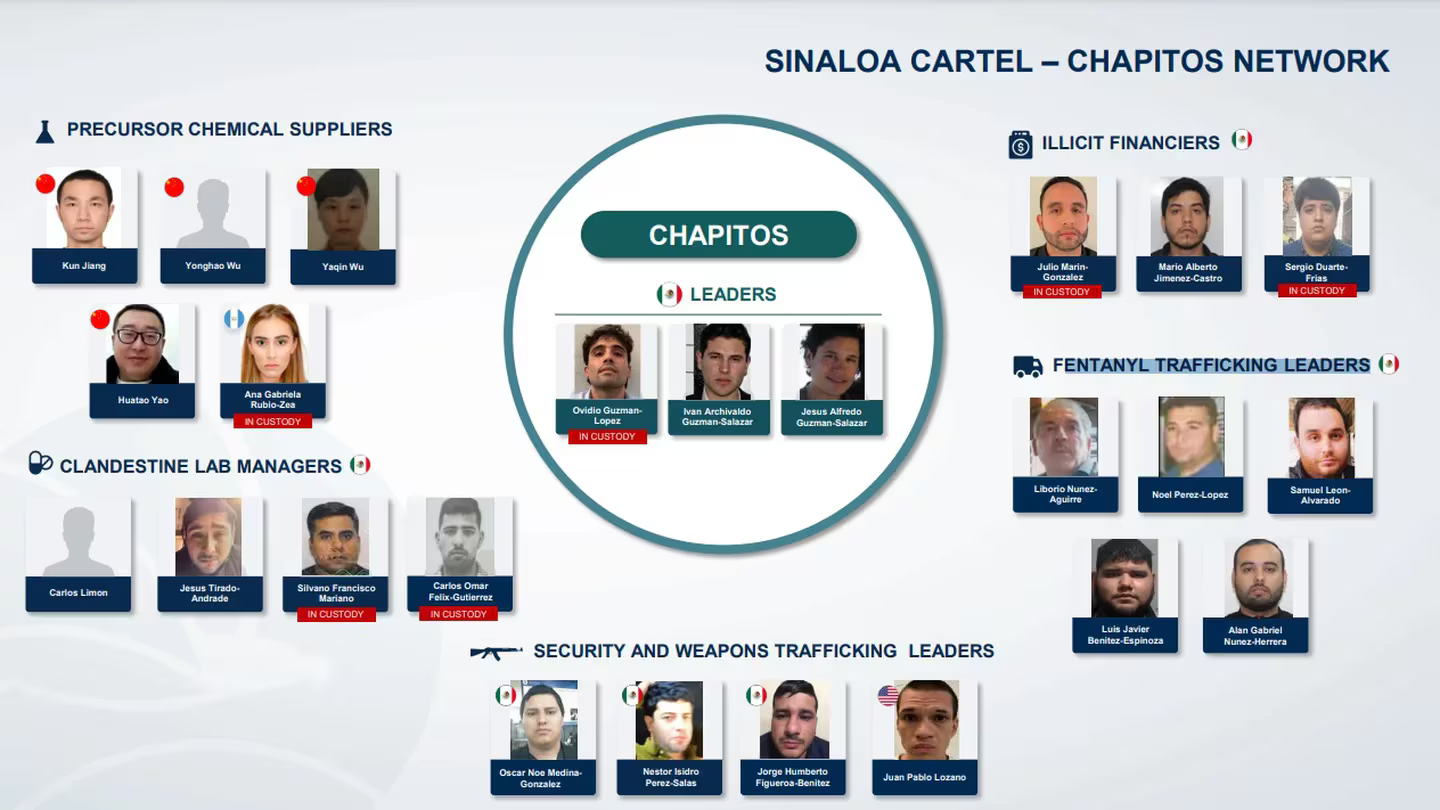

El Càrtel de Sinaloa, també conegut com el CDS, l'Organització Guzmán-Loera, el Cartel del Pacífic, la Federació i l'Aliança de la Sang, és un gran grup internacional de tràfic de drogues, blanqueig de diners i crim organitzat establert a Mèxic a finals de la dècada de 1980 com una de les diverses "places" que operaven sota una organització predecessora coneguda com el Càrtel de Guadalajara.
Actualment està dirigit per Ismael Zambada García i té la seu a la ciutat de Culiacán, Sinaloa, amb operacions a moltes regions del món, però principalment als estats mexicans de Sinaloa, Baixa Califòrnia, Durango, Sonora i Chihuahua. També té una presència notable en altres regions d'Amèrica Llatina, com Colòmbia; així com en ciutats dels EUA. La Comunitat d'Intel·ligència dels Estats Units considera en general que el càrtel de Sinaloa és l'organització de narcotraficants més poderosa de l'hemisferi occidental, fet que el converteix en una organització potser més influent i capaç que l'infame càrtel de Medellín de Colòmbia en els millors temps. Diverses fonts, entre elles Los Angeles Times, han afirmat en repetides ocasions que es tracta d'una de les organitzacions criminals més fortes del món i, sens dubte, la més poderosa de Mèxic, almenys des de finals de la dècada del 2000 i principis de 2010.
El Càrtel de Sinaloa opera al "Triangle d'Or", els estats de Sinaloa, Durango i Chihuahua. La regió és una de les principals productores d'opi i marihuana de Mèxic. Tot i traficar amb diversos tipus de substàncies il·lícites, les operacions del càrtel semblen afavorir sobretot el comerç de cocaïna i opioides, especialment en un centre de distribució com Chicago, on la demanda de metamfetamina és relativament baixa. Segons el Fiscal general dels Estats Units, el càrtel de Sinaloa va ser responsable de la importació als Estats Units i la distribució de gairebé 200 tones de cocaïna i grans quantitats d'heroïna entre el 1990 i el 2008.
Al voltant del 2014, es va produir un augment apreciable de la producció de cocaïna a Colòmbia i el consum mundial va començar a augmentar anualment fins al present, marcant actualment un nou punt àlgid per al consum mundial de la droga. Des del 2021, a causa dels alts marges de benefici de les seves xarxes de trànsit de cocaïna, el Càrtel de Sinaloa constitueix actualment el càrtel mexicà més actiu en territori colombià i colabora amb l'Exèrcit d'Alliberament Nacional (ELN), dissidents de les Forces Armades Revolucionàries de Colòmbia (FARC) i la banda neoparamilitar Clan del Golfo, a la qual suposadament ajuda a finançar. Tant el CDS com el CJNG han començat recentment a participar directament en la producció de cocaïna a Colòmbia, no només comprant, sinó també invertint en ella a través d'altres organitzacions criminals. Tanmateix, sembla que el càrtel encara té operacions importants operacions de metamfetamina a ciutats dels Estats Units, com a San Diego i Atlanta.
Segons el National Drug Intelligence Center i altres fonts, als Estats Units el càrtel de Sinaloa es dedica principalment a la distribució de cocaïna, heroïna, metamfetamina, fentanil, cànnabis i MDMA. Actualment és el proveïdor majoritari de fentanil il·lícit a Amèrica del Nord, i la major part de l'heroïna del càrtel, si no tota, es barreja ara també amb fentanil o anàlegs químics relacionats per augmentar la "potència" de l'heroïna d'una manera més rendible.
Des del 2017 (i probablement encara avui), el càrtel de Sinaloa és en general el càrtel de la droga més actiu implicat en el contraban de drogues il·lícites als Estats Units i seu tràfit d'aquestes en tot el país. Les regulacions internacionals més estrictes el 2017 i la repressió xinesa el 2019 van provocar que l'enviament directe de fentanil des de la xina es fes més arriscat, però la Xina segueix sent el principal productor de la substància química precursora. Amb la seva xarxa ben consolidada, el càrtel de Sinaloa ja disposava d'una infraestructura sòlida per expandir-se a les drogues sintètiques, i l'organització va veure molt involucrada en la fabricació i distribució de fentanil, gran part de la qual consisteix en la fabricació i venda de píndoles "M30" falsificades, dissenyades per semblar píndoles d'oxicodona de grau farmacèutic, però que evidentment no contenen cap oxicodona real. Això ha provocat, com era d'esperar, un augment de les morts per sobredosis accidentals als EUA. Els CDS, així com altres grans càrtels mexicans, també han establert importants operacions de cultiu de cànnabis als remots boscos i deserts de Califòrnia.
A partir del 2021, el càrtel de Sinaloa segueix sent el càrtel de la droga més dominant de Mèxic. Després de la detenció de Joaquín Guzmán El Chapo, el càrtel està ara dirigit per Ismael Zambada García El Mayo i els fills de Guzmán, Alfredo Guzmán Salazar, Ovidio Guzmán López i Iván Archivaldo Guzmán Salazar. Tot i això, diverses fonts van al·legar que recentment havien esclatat conflictes interns pel lideratge del càrtel entre les faccions Guzmán i Zambada de l'organització. Es rumoreja que la disputa entre aquests dos bàndols del càrtel es va iniciar o es va agreujar arran de l'incident de la batalla de Culiacán, quan El Mayo suposadament va impedir que els seus homes intervinguessin en el conflicte entre el càrtel i la Guàrdia Nacional Mexicana després de la captura del fill d'El Chapo, Ovidio Guzmán.
En l'actualitat, el principal rival de la "Federació" sembla ser el Càrtel Jalisco Nova Generació, de ràpid creixement, i la majoria de les batalles entre ambdós grups es produeixen a les regions mexicanes de Baixa Califòrnia, Zacatecas (que ara s'estén a Jalisco), Sonora i, des de fa poc, Chiapas, pel territori de les rutes del narcotràfic. Els càrtels de Sinaloa i Jalisco també haurien traslladat la seva rivalitat en almenys cinc departaments diferents de Colòmbia, segons el diari colombià El Tiempo. La presència geogràfica dels càrtels mexicans a Colòmbia sembla coincidir directament amb les zones on els cultius de coca són més abundants o amb els corredors estratègics del narcotràfic: la costa pacífica de Nariño, el Catatumbo, Bajo Cauca a Antioquia, el Nord del Cauca i Magdalena. Segons la Oficina del Defensor del Poble, institució autònoma depenent de la Fiscalia General de la Nació; en els dos primers mesos del 2021, els fets violents (augmentats pels grups de traficants mexicans) van desplaçar més de 11.000 persones de les seves comunitats dins de Colòmbia.
En 2023 més de dues dotzenes de membres del càrtel de Sinaloa, inclosos els fills de El Chapo foren detinguts als Estats Units acusats de subministrar productes químics precursors necessaris per fabricar fentanil. Ismael Zambada Garcia El Mayo i Joaquin Guzman van ser arrestats a El Paso, Texas, el juliol de 2024 un mes després que fossin detinguts 24 persones acusades de blanqueig de 50 milions de dòlars.